# Corée du Sud aux Jeux olympiques d'hiver de 1988
La Corée du Sud participe aux Jeux olympiques d'hiver de 1988, qui ont lieu à Calgary au Canada. Ce pays, représenté par 22 athlètes, prend part aux Jeux d'hiver pour la dixième fois de son histoire. Il ne remporte pas de médaille.

## Résultats

### Biathlon

#### Hommes
| Athlète                                                  | Épreuve           | Temps             | Rang |
| -------------------------------------------------------- | ----------------- | ----------------- | ---- |
| Shin Yong-Sun                                            | 10 km             | 33 min 05 s 4     | 64   |
| Shin Yong-Sun                                            | 20 km             | 1 h 17 min 44 s 5 | 66   |
| Joo Young-Dae                                            | 10 km             | 34 min 50 s 4     | 66   |
| Joo Young-Dae                                            | 20 km             | 1 h 14 min 27 s 5 | 63   |
| Kim Yong-Woon                                            | 10 km             | 35 min 18 s 6     | 67   |
| Kim Yong-Woon                                            | 20 km             | 1 h 17 min 23 s 0 | 65   |
| Jeong Young-Suk                                          | 10 km             | 35 min 31 s 3     | 69   |
| Hong Byung-Sik                                           | 20 km             | 1 h 14 min 03 s 2 | 62   |
| Hong Byung-Sik Joo Young-Dae Kim Yong-Woon Shin Yong-Sun | Relais 4 × 7,5 km | 1 h 51 min 42 s 7 | 16   |

### Patinage artistique

#### Hommes
| Athlète      | Épreuve    | Rang |
| ------------ | ---------- | ---- |
| Jung Sung-il | Individuel | 22   |

#### Femmes
| Athlète       | Épreuve | Rang          |
| ------------- | ------- | ------------- |
| Byun Sung-Jin | Single  | Non qualifiée |

### Patinage de vitesse

#### Hommes
| Athlète       | Épreuve | Temps          | Rang |
| ------------- | ------- | -------------- | ---- |
| Bae Ki-Tae    | 500 m   | 36 s 90        | 5    |
| Bae Ki-Tae    | 1000 m  | 1 min 14 s 36  | 9    |
| Hwang Ik-Hwan | 1500 m  | 1 min 56 s 50  | 26   |
| Hwang Ik-Hwan | 5000 m  | 7 min 10 s 65  | 36   |
| Kim Kwan-Kyu  | 1500 m  | 1 min 56 s 85  | 29   |
| Kim Kwan-Kyu  | 5000 m  | 7 min 02 s 13  | 29   |
| Kim Kwan-Kyu  | 10000 m | 14 min 34 s 65 | 22   |

#### Femmes
| Athlète       | Épreuve | Temps         | Rang |
| ------------- | ------- | ------------- | ---- |
| Yoo Seon-Hee  | 500 m   | 40.92         | 13   |
| Yoo Seon-Hee  | 1000 m  | 1 min 22 s 35 | 17   |
| Kim Young-Ok  | 1000 m  | 2 min 11 s 95 | 24   |
| Kim Young-Ok  | 3 000 m | 4 min 30 s 60 | 22   |
| Kim Young-Ok  | 5 000 m | 7 min 46 s 51 | 17   |
| Choi Hye-Sook | 1 000 m | 2 min 12 s 96 | 28   |
| Choi Hye-Sook | 3 000 m | 4 min 42 s 26 | 22   |

### Ski alpin

#### Hommes
| Athlète       | Épreuve      | Temps           | Rang |
| ------------- | ------------ | --------------- | ---- |
| Kang Nak-Youn | Slalom géant | 2 min 33 s 18   | 51   |
| Kang Nak-Youn | Slalom       | 2 min 03 s 73   | 27   |
| Kang Nak-Youn | Super G      | N'a pas terminé | -    |
| Nam Won-Gi    | Slalom géant | 2 min 31 s 78   | 48   |
| Nam Won-Gi    | Slalom       | 2 min 04 s 29   | 28   |
| Nam Won-Gi    | Super G      | N'a pas terminé | -    |
| Park Jae-Hyuk | Slalom géant | N'a pas terminé | -    |
| Park Jae-Hyuk | Slalom       | 2 min 04 s 30   | 29   |
| Park Jae-Hyuk | Super G      | 1 min 53 s 89   | 40   |
| Huh Sung-Wook | Slalom géant | N'a pas terminé | -    |
| Huh Sung-Wook | Slalom       | N'a pas terminé | -    |
| Huh Sung-Wook | Super G      | 1 min 55 s 13   | 41   |

### Ski de fond

#### Hommes
| Athlète                                               | Épreuve          | Temps             | Rang |
| ----------------------------------------------------- | ---------------- | ----------------- | ---- |
| Park Ki-Ho                                            | 15 km            | 47 min 44 s 3     | 54   |
| Park Ki-Ho                                            | 30 km            | 1 h 36 min 43 s 9 | 55   |
| Park Ki-Ho                                            | 50 km            | 2 h 22 min 36 s 4 | 50   |
| Jeon Yeung-Hae                                        | 15 km            | 48 min 22 s 3     | 59   |
| Jeon Yeung-Hae                                        | 30 km            | 1 h 38 min 05 s 3 | 60   |
| Jeon Yeung-Hae                                        | 50 km            | 2 h 20 min 50 s 8 | 48   |
| Hong Kun-Pyo                                          | 15 km            | 50 min 21 s 4     | 71   |
| Hong Kun-Pyo                                          | 30 km            | 1 h 43 min 26 s 4 | 73   |
| Hong Kun-Pyo                                          | 50 km            | 2 h 23 min 13 s 6 | 51   |
| Cho Sung-Hoon                                         | 15 km            | 51 min 31 s 1     | 75   |
| Cho Sung-Hoon                                         | 30 km            | 1 h 43 min 30 s 3 | 75   |
| Park Byung-Woo                                        | 50 km            | N'a pas terminé   | -    |
| Hong Kun-Pyo Park Ki-Ho Cho Sung-Hoon Jeon, Yeung-Hae | Relais 4 × 10 km | 1 h 59 min 00 s 4 | 15   |